# Luzula decipiens
Luzula decipiens är en tågväxtart som beskrevs av Elizabeth Edgar. Luzula decipiens ingår i Frylesläktet som ingår i familjen tågväxter. Inga underarter finns listade i Catalogue of Life.